# Terence Parkin
Terence Michael Parkin (Bulawayo, 12 april 1980) is een voormalig internationaal topzwemmer uit Zuid-Afrika, die werd geboren in Zimbabwe. Hij vertegenwoordigde zijn vaderland tweemaal op de Olympische Spelen: 2000 (Sydney) en 2004 (Athene). Bij zijn olympisch debuut won hij de zilveren medaille op de 200 meter schoolslag. Parkin is doof sinds zijn geboorte.